# Klaas Bergmann
Klaas Bergmann (* 12. Juni 1942 in Kiel) ist ein deutscher Experimentalphysiker (Atomphysik).

## Leben
Klaas Bergmann promovierte 1972 an der Albert-Ludwigs-Universität Freiburg. Als Post-Doktorand war er an der University of California, Berkeley. Ab 1975 war er an der Technischen Universität Kaiserslautern (TUK), an der er sich 1980 habilitierte. Er war dort bis 2007 Professor, hatte dann bis 2015 eine Senior-Forschungsprofessur und war danach in der Industrie im Bereich Lasermesstechnik.
Bergmann war 2003 bis 2008 Mitglied des Hochschulrates der TUK und bis Ende 2018 im Vorstand des Landesforschungszentrums für Optik und Materialwissenschaften (OPTIMAS).
1990 entwickelte Bergmann das STIRAP-Verfahren (Stimulated Raman Adiabatic Passage), ein Laser-Verfahren zur gezielten Veränderung und Kontrolle der Eigenschaften zum Beispiel von Atomen und Molekülen, das viele Anwendungen fand, ursprünglich in der chemischen Physik und später zum Beispiel bei der Speicherung von photonischen Quantenbits. Dabei werden Populationen gezielt zwischen zwei Quantenzuständen übertragen, meist unter Verwendung zweier Photonen über einen Zwischenzustand und unter Aufrechterhaltung einer Zweiphoton-Resonanz zwischen Anfangs- und Endzustand (der Endzustand ist anfangs unbesetzt und der Zwischenzustand meist auch).

## Ehrungen
- 1972: Goedecke-Forschungspreis
- 2003: Max-Planck-Forschungspreis
- 2003: Robert-Wichard-Pohl-Preis
- 2005: Verdienstorden des Landes Rheinland-Pfalz
- 2020: Davisson-Germer-Preis für die Entwicklung der STIRAP-Methode

Klaas Bergmann ist Ehrendoktor der Universität Lettlands in Riga.

## Schriften
- mit U. Gaubatz, P. Rudecki, S. Schiemann: Population Transfer Between Molecular Vibrational Levels by Stimulated Raman Scattering with Partially Overlapping Laser: A New Concept and Experimental Results, J. Chem. Phys., Band 92, 1990, S. 5363–5376 (Einführung von STIRAP)
- mit Nikolay V. Vitanov, Andon A. Rangelov, Bruce W. Shore: Stimulated Raman adiabatic passage in physics, chemistry and beyond, Reviews of Modern Physics, Band 89, 2017, S. 015006, Arxiv
- mit Christoph Keitel und anderen: Roadmap on STIRAP applications,  Journal of Physics B, Band 52, 2019, S. 202001,  Arxiv 2019